# Municipio de Marenisco
El municipio de Marenisco (en inglés: Marenisco Township) es un municipio ubicado en el condado de Gogebic en el estado estadounidense de Míchigan. En el año 2010 tenía una población de 1727 habitantes y una densidad poblacional de 2,05 personas por km².

## Geografía
El municipio de Marenisco se encuentra ubicado en las coordenadas 46°23′5″N 89°34′56″O / 46.38472, -89.58222. Según la Oficina del Censo de los Estados Unidos, el municipio tiene una superficie total de 844.08 km², de la cual 805,2 km² corresponden a tierra firme y (4,61 %) 38,88 km² es agua.

## Demografía
Según el censo de 2010, había 1727 personas residiendo en el municipio de Marenisco. La densidad de población era de 2,05 hab./km². De los 1727 habitantes, el municipio de Marenisco estaba compuesto por el 61,73 % blancos, el 36,54 % eran afroamericanos, el 1,16 % eran amerindios, el 0,17 % eran asiáticos, el 0,12 % eran de otras razas y el 0,29 % eran de una mezcla de razas. Del total de la población el 0,35 % eran hispanos o latinos de cualquier raza.